# Epinephelus macrospilos
Epinephelus macrospilos, tên thường gọi là Snubnose grouper, là một loài cá biển thuộc chi Epinephelus trong họ Cá mú. Loài này được mô tả lần đầu tiên vào năm 1855.

## Phân bố và môi trường sống
E. macrospilos có phạm vi phân bố rộng khắp Ấn Độ Dương và Tây Thái Bình Dương. Loài này được tìm thấy dọc theo bờ biển Đông Phi, bao gồm Madagascar, Sri Lanka và tất cả các quần đảo nằm trong Ấn Độ Dương, trải rộng về phía đông đến biển Andaman. Ở Tây Thái Bình Dương, chúng có mặt ở gần khắp quần đảo Mã Lai (trừ vùng biển bao quanh đảo Borneo). Ở Biển Đông, E. macrospilos có mặt ở khắp đường bờ biển Việt Nam và vịnh Bắc Bộ, và ở cả quần đảo Hoàng Sa và quần đảo Trường Sa, ngược lên phía bắc đến quần đảo Ryukyu và quần đảo Ogasawara; phía nam trải dài xuống đến vùng đông bắc Úc; phía đông trải rộng khắp các đảo thuộc 3 tiểu vùng: Melanesia, Micronesia, Polynesia. Cá trưởng thành sống xung quanh các rạn san hô và các bãi đá ngầm ở độ sâu khoảng 44 m trở lại; cá con sống ở vùng nước nông hơn.

## Mô tả
E. macrospilos trưởng thành có chiều dài cơ thể lớn nhất ghi nhận được là 52 cm. Thân thuôn dài, hình bầu dục. Cơ thể cá trưởng thành có màu xám nâu với rất nhiều đốm nâu phủ khắp đầu và thân, và trên cả các vây. Đuôi bo tròn, có viền trắng; đôi khi cũng xuất hiện ở sau vây lưng và vây hậu môn, và cả vây ngực. Thường bị nhầm lẫn với các loài Epinephelus quoyanus, Epinephelus faveatus, Epinephelus corallicola và Epinephelus howlandi.
Số gai ở vây lưng: 11; Số tia vây mềm ở vây lưng: 15 - 17; Số gai ở vây hậu môn: 3; Số tia vây mềm ở vây hậu môn: 8; Số tia vây mềm ở vây ngực: 17 - 19; Số vảy đường bên: 49 - 52.
Thức ăn của E. macrospilos là các loài cá nhỏ hơn, động vật thân mềm và động vật giáp xác, hoặc thỉnh thoảng là giun biển. Chúng được đánh bắt trong nghề cá quy mô nhỏ, nhưng không phải là mục tiêu được đánh bắt.